# Bras Noir
Le Bras Noir est un cours d'eau de l'île de La Réunion, département français d'outre-mer dans le sud-ouest de l'océan Indien, et un affluent droit de la Ravine Sèche. 

## Géographie
Le Bras Noir prend sa source sur le plateau de la Plaine des Cafres, sur le territoire communal du Tampon, avant de se jeter dans la Ravine Sèche à la Petite Plaine sur le territoire communal de La Plaine-des-Palmistes. Son bassin versant fait partie de celui de la Ravine Sèche. Le bassin versant d’une surface de 8,7 km2 se situe à 90 % sur le plateau de la Plaine des Cafres à une altitude de 1 600 mètres environ avec une pente faible, 
La confluence avec la ravine Sèche se trouve en aval d’une falaise rocheuse à environ 1 200 m d’altitude.
Le cours du Bras Noir est entièrement situé dans le parc national de La Réunion ou en bordure de celui-ci, à l'exception des dernières centaines de mètres.

## Occupation des sols
| Couvert végétal                  | surface en km2 | %     |
| -------------------------------- | -------------- | ----- |
| Forêt                            | 2,520          | 30    |
| zone de friche                   | 4,246          | 50,55 |
| rocher orographique              | 0,002          | 0,02  |
| végétation des remparts          | 0,031          | 0,36  |
| bouquet d'arbres                 | 0,013          | 0,16  |
| savane                           | 1,575          | 18,75 |
| autres                           | 0,012          | 0,149 |
| surface totale du bassin versant | 8,399          | 100   |

Le bassin versant du Bras Noir est donc majoritairement recouvert de zone de friches qui sont pour beaucoup des pâturages, de forêt et de savane pâturée également.

## Climat
Le Bras Noir est situé sur la côte Est de l’île, la zone « au vent ». Il bénéficie donc de l’apport de fortes pluies toutes l’année mais surtout en période cyclonique.